# Leichtathletik-Weltmeisterschaften 2013/Teilnehmer (Kasachstan)
| Gelbes Symbol für Goldmedaillen mit stilisierten Olympischen Ringen | Graues Symbol für Silbermedaillen mit stilisierten Olympischen Ringen | Braundes Symbol für Bronzemedaillen mit stilisierten Olympischen Ringen |
| ------------------------------------------------------------------- | --------------------------------------------------------------------- | ----------------------------------------------------------------------- |
| —                                                                   | —                                                                     | —                                                                       |

Der Leichtathletik-Verband Kasachstans stellte bei den Leichtathletik-Weltmeisterschaften 2013 in der russischen Hauptstadt Moskau zehn Teilnehmerinnen und sieben Teilnehmer.

## Ergebnisse

### Männer

#### Laufdisziplinen
| Athlet            | Disziplin   | Vorlauf | Vorlauf | Halbfinale | Halbfinale | Finale       | Finale |
| Athlet            | Disziplin   | Zeit    | Platz   | Zeit       | Platz      | Zeit         | Platz  |
| ----------------- | ----------- | ------- | ------- | ---------- | ---------- | ------------ | ------ |
| Michail Krassilow | Marathon    |         |         |            |            | 2:44:31 h SB | 51     |
| Witali Anitschkin | 20 km Gehen |         |         |            |            | 1:30:02 h    | 45     |
| Georgi Scheiko    | 20 km Gehen |         |         |            |            | 1:27:41 h    | 36     |

#### Sprung/Wurf
| Athlet              | Disziplin      | Qualifikation | Qualifikation | Finale             | Finale             |
| Athlet              | Disziplin      | Weite/Höhe    | Platz         | Weite/Höhe         | Platz              |
| ------------------- | -------------- | ------------- | ------------- | ------------------ | ------------------ |
| Nikita Filippow     | Stabhochsprung | 5,40 m        | 14            | nicht qualifiziert | nicht qualifiziert |
| Konstantin Safronow | Weitsprung     | 7,47 m        | 26            | nicht qualifiziert | nicht qualifiziert |
| Roman Walijew       | Dreisprung     | 16,43 m       | 17            | nicht qualifiziert | nicht qualifiziert |

#### Zehnkampf
| Athlet        | Disziplin | 100 m   | Weit- sprung | Kugel- stoßen | Hoch- sprung | 400 m | 110 m Hürden | Diskus- wurf | Stabhoch- sprung | Speer- wurf | 1500 m | Punkte | Platz |
| ------------- | --------- | ------- | ------------ | ------------- | ------------ | ----- | ------------ | ------------ | ---------------- | ----------- | ------ | ------ | ----- |
| Dmitri Karpow | Ergebnis  | 11,37 s | 6,59 m       | 15,39 m       | DNS          | -     | -            | -            | -                | -           | -      | DNF    | DNF   |
| Dmitri Karpow | Punkte    | 780     | 718          | 814           | -            | -     | -            | -            | -                | -           | -      | DNF    | DNF   |

### Frauen

#### Laufdisziplinen
| Athletin                | Disziplin    | Vorlauf     | Vorlauf | Halbfinale         | Halbfinale         | Finale             | Finale             |
| Athletin                | Disziplin    | Zeit        | Platz   | Zeit               | Platz              | Zeit               | Platz              |
| ----------------------- | ------------ | ----------- | ------- | ------------------ | ------------------ | ------------------ | ------------------ |
| Olga Bludowa            | 200 m        | 23,83 s     | 36      | nicht qualifiziert | nicht qualifiziert | nicht qualifiziert | nicht qualifiziert |
| Wiktorija Sjabkina      | 200 m        | 24,47 s     | 45      | nicht qualifiziert | nicht qualifiziert | nicht qualifiziert | nicht qualifiziert |
| Margarita Mukaschewa    | 800 m        | 2:02,06 min | 26      | nicht qualifiziert | nicht qualifiziert | nicht qualifiziert | nicht qualifiziert |
| Anastassija Soprunowa   | 100 m Hürden | 13,85 s     | 35      | nicht qualifiziert | nicht qualifiziert | nicht qualifiziert | nicht qualifiziert |
| Galina Kitschigina      | 20 km Gehen  |             |         |                    |                    | 1:34:18 h          | 38                 |
| Aiman Koschachmetowa    | 20 km Gehen  |             |         |                    |                    | 1:33:00 h SB       | 27                 |
| Schoplan Koschachmetowa | 20 km Gehen  |             |         |                    |                    | 1:38:09 h SB       | 55                 |

#### Sprung/Wurf
| Athletin      | Disziplin  | Qualifikation | Qualifikation | Finale             | Finale             |
| Athletin      | Disziplin  | Weite/Höhe    | Platz         | Weite/Höhe         | Platz              |
| ------------- | ---------- | ------------- | ------------- | ------------------ | ------------------ |
| Marina Aitowa | Hochsprung | 1,83 m        | 25            | nicht qualifiziert | nicht qualifiziert |
| Irina Ektowa  | Dreisprung | 13,37 m       | 18            | nicht qualifiziert | nicht qualifiziert |

#### Siebenkampf
| Athletin      | Disziplin | 100 m Hürden | Hochsprung | Kugelstoßen | 200 m   | Weitsprung | Speerwurf | 800 m | Punkte | Platz |
| ------------- | --------- | ------------ | ---------- | ----------- | ------- | ---------- | --------- | ----- | ------ | ----- |
| Irina Karpowa | Ergebnis  | 14,54 s      | 1,65 m     | 1,65 m SB   | 26,60 s | 5,54 m SB  | DNS       | -     | DNF    | DNF   |
| Irina Karpowa | Punkte    | 903          | 795        | 656         | 754     | 712        | -         | -     | DNF    | DNF   |